# Callisto-Kliffs
Die Callisto-Kliffs sind zwei Felsenkliffs von 550 m Höhe an der Ostküste der westantarktischen Alexander-I.-Insel. Das eine flankiert den südlichen Rand des Jupiter-Gletschers, das andere ragt unmittelbar am Ufer des George-VI-Sunds auf.
Trimetrogonvermessungen und Luftaufnahmen der US-amerikanischen Ronne Antarctic Research Expedition (1947–1948), sowie Vermessungen des Falkland Islands Dependencies Survey zwischen 1948 und 1950 dienten der Kartierung der Kliffs. Das UK Antarctic Place-Names Committee benannte sie 1974 nach dem Jupitermond Callisto.